# Laffly S45T
Il Laffly S45T era un veicolo da recupero carri e trattore d'artiglieria pesante su telaio a sei ruote motrici prodotto dalla francese Laffly, impiegato dalle forze armate francesi e dalla Wehrmacht durante la seconda guerra mondiale.

## Storia
La società Laffly, originariamente produttrice di mezzi pesanti quali autocarri ed autobus, negli anni venti e trenta si era specializzata nella progettazione di veicoli fuoristrada. I telai Laffly, in configurazione 6×6, si distinguevano per l'avanzato sistema di trasmissione e sospensione ed, esteticamente, per le due coppie di ruote folli, rispettivamente sotto al muso e tra il primo ed il secondo asse, che favorivano il superamento degli ostacoli.
Dal 1935 l'esercito francese utilizzava, come veicolo recupero carri il Somua MCL5; tuttavia questo mezzo, con i suoi 90 hp di potenza, risultò inadeguato al momento dell'entrata in servizio del carro armato pesante Char B1. Il trattore pesante 6×6 S45T, derivato dal precedente trattore pesante Laffly S35T con motore potenziato a 110 CV, fu testato dall'Armée de terre nel 1937 come sostituto del Somua. Le prove, terminate a marzo, risultarono soddisfacenti; nel febbraio del 1939 venne ordinato un primo lotto di 12 veicoli da recupero (tracteur de dépannage), consegnati tra maggio e giugno 1940. A questo seguì un secondo ordine di guerra per 100 veicoli, che, a causa della rapida resa della Francia non ebbe seguito.
Nel 1937 il S45T venne testato dall'esercito anche nel ruolo di trattore d'artiglieria pesante per l'obice pesante Schneider 220 mm TR Mle 1915/1916. In seguito alle prove, la velocità massima del mezzo venne ridotta a 26 km/h per non danneggiare gli obici. Vennero ordinati 23 trattori, dei quali solo 3 consegnati allo scoppio della guerra nel giugno 1940.
Anche la Marine nationale si interessò al S45T e ne acquistò tre esemplari nella versione marine, per la movimentazione dei carichi pesanti nei porti di Cherbourg, Tolone e Biserta.
L'Armée de l'air invece sviluppò la versione S45TL, prodotta dalla Hotchkiss, con telaio allungato allestito come veicolo cisterna per il rifornimento degli aerei. Venne realizzato un solo prototipo.
Dopo la resa della Francia i mezzi catturati dai tedeschi vennero impiegati dalla Wehrmacht.

## Tecnica
Il telaio, formato da due longheroni in acciaio profilati ad U, era a due assi a trazione integrale. Le ruote anteriori, direttrici, hanno ammortizzatore elicoidale, mentre gli assi posteriori sono indipendenti, su balestre; sul S45T il primo interasse era di 2,80 m, il secondo di 1,28 m. Una coppia di piccole ruote folli è posizionata sul muso del mezzo per meglio affrontare terrapieni e gradini; una seconda coppia è posta tra il primo ed il secondo asse, sotto la cabina di guida, per aiutare il superamento di dossi. In posizione avanzata era montato il motore quadricilindrico a benzina da 6232 cm³, erogante 1100 CV a 2.200 giri/min. La velocità massima era di 36 km/h, ridotti a 26 sulla versione trattore.
La versione veicolo da recupero, carrozzata torpedo, aveva una capacità di carico di 2.000 kg, era dotata di una gru Gauthier per il caricamento del vano di trasporto e di una gru posteriore di sollevamento dei mezzi incidentati.
La versione marine era dotata di pianale posteriore, di un verricello da 7.000 kg e vomero di ancoraggio posteriore ribaltabile.
La versione S45TL differiva per la lunghezza del telaio di 8,42 m, con il primo interasse di 3,7 m ed il secondo di 1,4 m.